# Anolis tequendama
Anolis tequendama — вид ігуаноподібних ящірок родини анолісових (Dactyloidae). Ендемік Колумбії. Описаний у 2023 році.

## Поширення і екологія
Anolis tequendama мешкають на північно-західних схилах Східного хребта Колумбійських Анд в департаменті Кундінамарка, можливо, також в департаментах Бояка, Толіма, Уїла. Вони живуть в гірських тропічних лісах і хмарних лісах та у високогірних чагарникових заростях, на висоті від 1900 до 2600 м над рівнем моря.